# 王国潼
王国潼（1936年—），男，原籍山东福山，生于辽宁大连，中国二胡演奏家、教育家和作曲家，曾任中国音乐家协会理事。